# Chiesa di Sant'Agostino (Pesaro)
La chiesa di Sant'Agostino è un edificio religioso che sorge nel centro storico di Pesaro, nelle Marche.

## Storia e descrizione

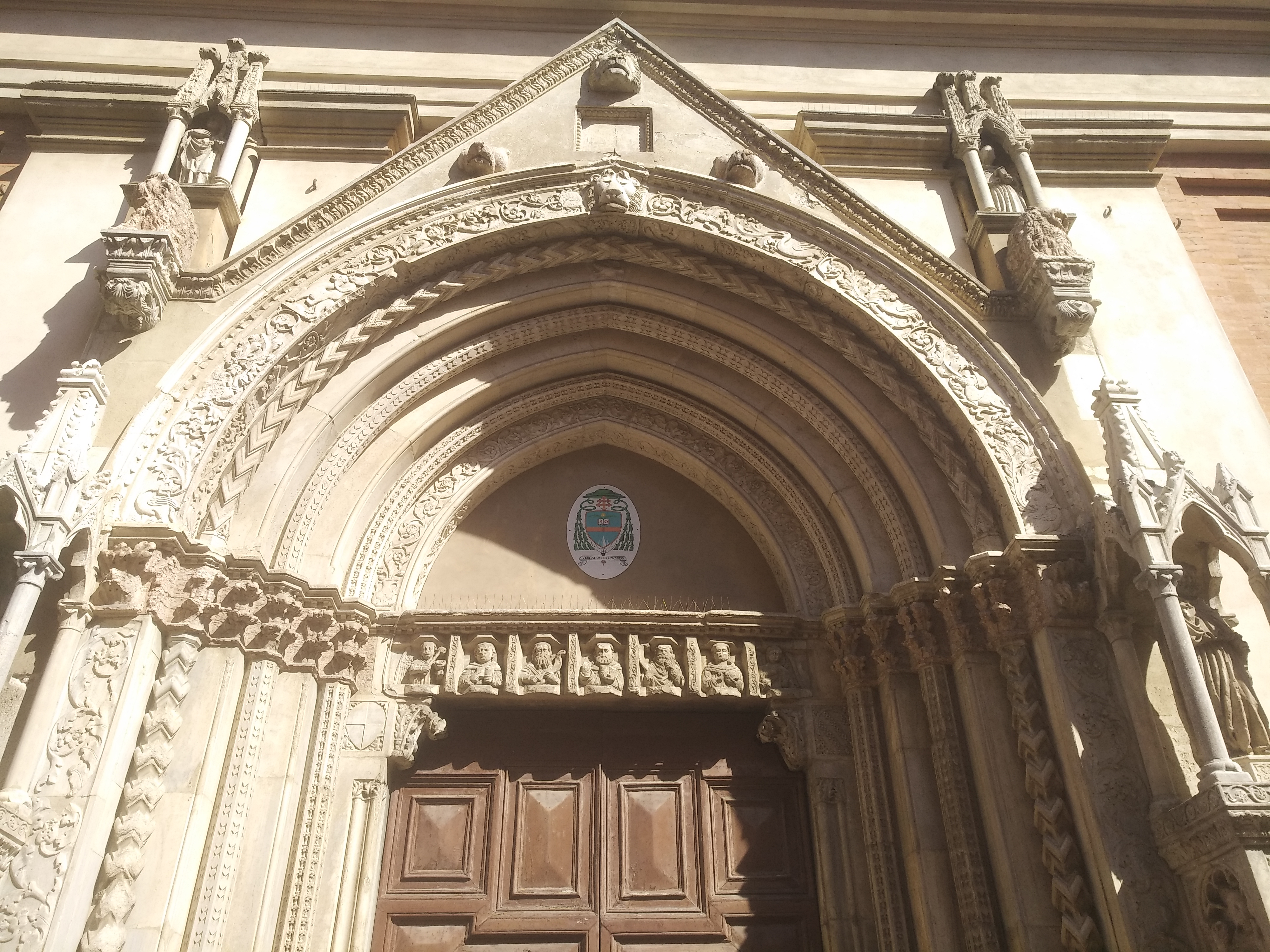
Il portale gotico-veneziano

Una prima chiesa, romanica, dedicata a san Lorenzo venne eretta in questo luogo nel 1258 dagli Eremitani di Sant'Agostino. Fra la fine del '300 e l'inizio del '400 la chiesa venne fortemente rimaneggiata e ingrandita in stile gotico col patrocinio della famiglia Malatesta. Di questo periodo si conservano il campanile con una bella cornice a fogliami in cotto e il prezioso portale gotico-veneziano della facciata. Quest'ultimo è un capolavoro di questo stile in città. Venne realizzato tra il 1398 e il 1413 in pietra bianca d'Istria e marmo rosso di Verona è ornato da leoni e statue entro nicchie e tabernacoli.
Nel XVIII secolo la chiesa venne radicalmente rimaneggiata in stile tardobarocco dal Pistocchi e dal Polinari, per essere riconsacrata l'8 settembre 1776.
Nel 1861 il convento venne soppresso e adibito a caserma dei carabinieri, fino al 1919 quando venne demolito costruirvi la Camera di commercio. Nel 1919 la chiesa venne elevata a parrocchiale e da quel momento venne intitolata a sant'Agostino.
Col terremoto del 1916 si perse la navata laterale destra, e nel 1949 si procedette a un profondo restauro, soprattutto della volta, a causa delle bombe cadute nelle vicinanze durante la seconda guerra mondiale.

### Opere d'arte
La chiesa custodisce al suo interno notevoli opere d'arte:
- Coro ligneo intagliato e intarsiato, con Vedute della città, a due ordini di stalli, 1487-1537.[4]
- Annunciazione, tela di Palma il Giovane.
- San Nicola da Tolentino, tela di Cristoforo Roncalli, detto il Pomarancio
- Santa Rita da Cascia in preghiera, tela di Simone Cantarini restaurata nel 2020, una delle prime opere pubbliche del pittore, databile al 1628-1630 circa e precedente il soggiorno bolognese presso Guido Reni, influenzata dal venetismo di Claudio Ridolfi e dal naturalismo di Giovan Francesco Guerrieri, ma comunque di grande originalità nel contesto pittorico del periodo.[5]
- S. Tommaso da Villanova di Cesare Pronti
- Sacra Famiglia di Giangiacomo Pandolfi.
- Organo di Gaetano Callido, XVIII secolo.